# Suzuki GS 500
Suzuki GS 500 je motocykl vyráběný firmou Suzuki Motor Corporation. Vyráběl se od roku 1989 v několika generacích až do roku 2009. Existují dva modelové typy těchto motocyklů. Prvním je původní nekapotovaná verze označovaná podle roku výroby buď jako GS 500 nebo GS 500E. Druhým je kapotovaná verze uvedená v roce 2004 s označením GS 500F.

## Historie

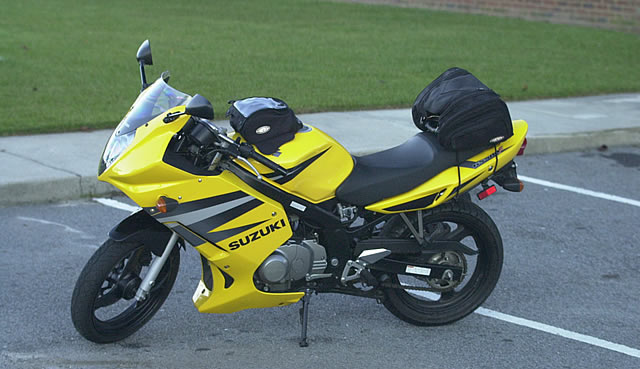
Suzuki GS 500F - celokapotáž

První GS 500 spatřilo světlo světa roku 1989 ve Spojených státech amerických pod názvem GS 500E. Tento motocykl byl vybaven vzduchem chlazeným čtyřtaktním paralelně řazeným dvouválcovým motorem o obsahu 487 cm³ typu DOHC, vycházejícím z předchozího modelu motocyklu Suzuki GS 450. Tento spolehlivý motor s malými inovacemi můžeme najít ve všech typech tohoto motocyklu.
Tato motorka je jedním z celosvětově nejvíce rozšířených motocyklů ve své třídě. Její popularita vychází z kombinace výborných vlastností a příznivé pořizovací ceny i provozních nákladů. Stroj má výborný podvozek, dobrý výkon s ucházejícím kroutícím momentem, nízkou váhu a dobrou ovladatelnost. Motor je vysoce spolehlivý a potřebuje minimální údržbu. Spotřeba je též velmi příznivá. Motocykl je pro svou ovladatelnost a nízko posazené sedlo oblíben mezi začínajícími motocyklisty a též mezi motocyklisty menší postavy. Nejlépe se cítí v městském prostředí, kde se využije jeho ovladatelnost, ale nedělají mu problémy ani delší cesty ani dálnice (zvláště v kapotované verzi F).
V roce 2004 Suzuki vydala novou verzi označovanou jako Suzuki GS 500F. Tento model se od předchozího modelu E liší pouze změnou polokapotáže za kompletní kapotáž. Kapotáž dává motorce sportovnější a agresivnější vzhled. Celokapotáž zlepšila aerodynamiku motocyklu a též pohodlí jezdce lepší ochranou proti větru. Díky kapotáži se z tohoto městského naháče stala velmi rentabilní cestovní motorka. Z důvodu kapotování a horšího vzduchového chlazení motoru byl přidán olejový chladič.
Firma Suzuki je známá tím, že své modely v několikaletých intervalech inovuje a face-liftuje.

## Historie modelu
- 1989 – GS 500E se objevuje na severoamerickém trhu
- 1990 – clip-on řídítka byla nahrazena klasickými
- 1994 – změněna barvy ráfků
- 1996 – pístky na přední brzdě změněny ze dvou nestejně velkých na dvoupístek o stejné velikosti
- 2001 – nový design vzhledu nádrže, plastů kolem nádrže, sedla a zadního světla; vylepšení karburátoru; změna názvu modelu (ochuzení o E); výroba přesunuta do Japonska a Španělska
- 2003 – ukončení prodeje GS 500 na americkém trhu
- 2004 – představen model GS 500F, přidána plnokapota a olejový chladič
- 2009 – ukončení prodeje GS500 v Evropě

## Technické parametry
| Hmotnost           | 174 kg / 180 kg (GS500F) |
| Úhel hlavy řízení  | 65,0°                    |
| Stopa              | 97,0 mm                  |
| Typ rámu           | dvojitý kolébkový        |
| Materiál rámu      | ocel                     |
| Startér            | elektrický spouštěč      |
| Maximální rychlost | 170 km/h                 |
| Druh paliva        | Natural 95               |